# Bobsleje na Zimowych Igrzyskach Olimpijskich 2002 – dwójki kobiet
Turniej dwójek kobiet w bobslejach podczas XIX Zimowych Igrzysk Olimpijskich w Salt Lake City odbył się 19 lutego 2002. Do rywalizacji przystąpiło 15 drużyn (30 sportowców) z 11 krajów. Areną zawodów był tor bobslejowy w Utah Olympic Park. Mistrzyniami olimpijskimi zostały Amerykanki Jill Bakken i Vonetta Flowers.

## Wprowadzenie
Turniej ten był debiutem żeńskich bobslejów na igrzyskach olimpijskich. Wydarzeniem, które zapisało się w historii olimpizmu, było zwycięstwo Vonetty Flowers, która tym samym została pierwszą czarnoskórą osobą, która zdobyła złoty medal zimowych igrzysk olimpijskich.

## System rozgrywek
Każda z drużyn wykonała dwa ślizgi. Na ostateczny wynik składała się suma czasów przejazdów z obu ślizgów.

## Wyniki
| Poz. | Nr | Reprezentacja        | Zawodniczyki                            | Ślizgi | Ślizgi | Czas    |
| Poz. | Nr | Reprezentacja        | Zawodniczyki                            | 1.     | 2.     | Czas    |
| ---- | -- | -------------------- | --------------------------------------- | ------ | ------ | ------- |
| 1.   | 10 | Stany Zjednoczone II | Jill Bakken Vonetta Flowers             | 48.81  | 48.95  | 1:37.76 |
| 2.   | 2  | Niemcy I             | Sandra Prokoff Ulrike Holzner           | 49.10  | 48.96  | 1:38.06 |
| 3.   | 4  | Niemcy II            | Susi Erdmann Nicole Herschmann          | 49.19  | 49.10  | 1:38.29 |
| 4.   | 1  | Szwajcaria           | Françoise Burdet Katharina Sutter       | 49.28  | 49.06  | 1:38.34 |
| 5.   | 3  | Stany Zjednoczone I  | Jean Racine Gea Johnson                 | 49.31  | 49.42  | 1:38.73 |
| 6.   | 6  | Holandia I           | Eline Jurg Nannet Kiemel-Karenbeld      | 49.64  | 49.54  | 1:39.18 |
| 7.   | 9  | Włochy               | Gerda Weissensteiner Antonella Bellutti | 49.66  | 49.55  | 1:39.21 |
| 8.   | 8  | Rosja                | Wiktorija Tokowa Kristina Bader         | 49.72  | 49.55  | 1:39.27 |
| 9.   | 7  | Kanada               | Christina Smith Paula McKenzie          | 49.60  | 49.75  | 1:39.35 |
| 10.  | 5  | Holandia II          | Ilse Broeders Jeannette Pennings        | 49.70  | 49.67  | 1:39.37 |
| 11.  | 14 | Wielka Brytania II   | Michelle Coy Jackie Davies              | 49.77  | 49.78  | 1:39.55 |
| 13.  | 15 | Wielka Brytania I    | Cheryl Done Nicola Gautier              | 50.10  | 49.79  | 1:39.89 |
| 12.  | 13 | Węgry                | Ildikó Strehli Éva Kürti                | 49.99  | 49.92  | 1:39.91 |
| 14.  | 12 | Szwecja              | Karin Olsson Lina Engren                | 50.37  | 49.93  | 1:40.30 |
| 15.  | 11 | Rumunia              | Erika Kovacs Maria Spirescu             | 50.12  | 50.62  | 1:40.74 |